# Parti national écossais
Pour les articles homonymes, voir Parti national, PNE et SNP.
Le Parti national écossais (en gaélique écossais : Pàrtaidh Nàiseanta na h-Alba ; en scots : Scots Naitional Pairtie ; en anglais : Scottish National Party, abrégé en SNP) est le principal parti indépendantiste écossais.
Fondé en 1934, le parti retrouve de la popularité depuis les années 1970 et suit une ligne politique de centre gauche qualifiée par le parti lui-même de « social-démocrate ». Lors de l'établissement du Parlement écossais en 1999, le SNP devient le plus grand parti d'opposition.
Depuis sa victoire lors des élections législatives écossaises de 2007, le Parti national écossais dirige le gouvernement écossais.

## Histoire

### Avant le SNP: les racines du nationalisme écossais
Le développement du nationalisme écossais est inséparable de la question autonomiste posé en Irlande par les projets de Home Rule. En effet, l'Écosse de l'ère victorienne ne se percevait pas comme une « nation sans État » à l'instar d'autres peuples européens comme la Pologne, la Grèce ou l'Irlande. De par les circonstances de son rattachement à l’Angleterre par l'Acte d'Union de 1707, elle avait joui, en dépit de conflits réguliers avec Westminster, d'une autonomie importante au sein du Royaume. Cependant, avec la crise agraire des Highlands et le sentiment croissant de ne pas voir les revendications écossaises écoutées, une première forme de nationalisme autonomiste se développe dans les années 1880. Face au mécontentement croissant, le poste de Scottish Secretary est restauré en 1885, et en 1886 une association à but autonomiste se forme la Scottish Home Rule Association (en français : Association écossaise de l'autogouvernance, abrégé en SHRA). Cette association milite pour une décentralisation parlementaire à même de restaurer l'égalité dans le partenariat déséquilibré entre l'Écosse et l'Angleterre.
Au cours des années 1920, une série de petits partis clairement indépendantistes émergent, stimulés par la naissance de l’État Libre d'Irlande en 1921. La Scots National League est fondée en 1920, le Scots national Movement naît en 1922, et en 1928, la Glasgow University Student Nationalists Association. La fusion entre ces différentes associations indépendantistes et la SHRA donne naissance en 1928 au National party of Scotland, alliance instable entre autonomistes et indépendantistes.

### 1934-1967: premières décennies à la marge
Le SNP est formé en 1934 à la suite de la fusion entre le Parti national d'Écosse (en) et le Parti écossais (en). Le parti était donc à ses débuts une coalition assez hétéroclite dont le positionnement sur les questions sociales était plus que fluctuant. Il regroupait en effet le Scottish Party, plutôt classé à droite, et d'autres petits partis de gauche comme la Scottish Home Rule association, (autonomiste) ou encore le Scottish National League. Originellement il conciliait une ligne politique visant à plus de justice sociale et de redistribution des richesses tout en souhaitant, dans le même temps, une réduction de l'intervention de l'État dans les affaires économiques.
1942 représente un tournant décisif dans la clarification des positions du SNP : après de violentes tensions internes, les autonomistes de la SHRA quittent le parti, ce qui le confirme dans sa vocation indépendantiste. Cette défection ne l'empêche pas de gagner son premier siège parlementaire en 1945, à la faveur d'une élection partielle. Robert McIntyre est élu à Motherwell, dans une circonscription réputée être un bastion travailliste. Cependant, ce siège est perdu trois mois plus tard, lors des élections générales.

### 1967-1979: premiers succès électoraux
Le SNP gagne à nouveau un siège à Hamilton, en 1967, lors d'une autre élection partielle. La victoire du SNP dans ce fief travailliste constitue une surprise et fait de la question écossaise une problématique nationale, conduisant à la création de la Commission Kilbrandon. Au même moment, le parti clarifie ses positions quant aux problématiques sociales, sous l'impulsion de son leader, William Wolfe, s'affirmant comme « social-démocrate », ce qui explique partiellement le fait que le SNP se met à partir de là à truster les voix écossaises traditionnellement favorables au Labour.
Le SNP réalise un excellent résultat lors des élections générales britanniques d'octobre 1974, en réunissant alors 30,4% des votes écossais et en envoyant 11 députés nationalistes à Westminster sur les 71 représentant l'Écosse.

### 1979-1997: Échec de la première dévolution et évolutions idéologiques
Le projet de loi de 1977 sur l'organisation du référendum de dévolution fut volontairement rendu plus complexe par le Parti Travailliste en posant l'exigence d'une majorité qualifiée pour que le vote de dévolution soit considéré comme valide : ce dispositif qui exige une majorité absolue pour la dévolution associé à un taux de participation d'au moins 40 % est appelé l'« amendement Cunnigham » du nom du parlementaire l'ayant proposé. Ce dispositif est en réalité une manœuvre des travaillistes hostiles à la dévolution pour abroger plus facilement le texte, même si une majorité d'Écossais appuyait le texte. Une partie des travaillistes et surtout l'écrasante majorité des membres du SNP soulignèrent les contradictions de cet amendement : le taux de participation pour le référendum de 1975 avait été inférieur à cette limite, et pourtant suffisant pour entériner l'adhésion du Royaume-Uni à l'Union Européenne. C'était donc faire deux poids deux mesures. Cet amendement fut tout de même voté aux Communes, avec une courte majorité de 15 voix.
Le SNP présentait, à ses débuts, une ligne politique marquée par une certaine hostilité à l'égard de construction européenne, dénonçant une « Europe capitaliste » et un « club de riches ». Alors même qu'il avait fait campagne contre l'adhésion du Royaume-Uni à l'Europe pour le référendum de 1975, une inflexion majeure se produit à partir de 1988, notamment sous l'impulsion de Jim Sillars, le parti adoptant une ligne clairement europhile. Ce changement radical est en partie dû à une stratégie politique : pour calmer les inquiétudes de voir l'Écosse isolée sur la scène internationale en cas d'indépendance, les nationalistes mettaient en avant le fait que l'Écosse pourrait rejoindre la communauté européenne et ainsi se passer du reste du Royaume-Uni. Cette ligne est toujours celle de SNP actuel.

### 1997-2007: Faire du SNP un parti de gouvernement crédible
Après l'institution d'un Parlement écossais, dont émane un gouvernement local chargé de mettre en œuvre les compétences dévolues à l'Écosse par le Royaume-Uni, le SNP monte en puissance et s'affirme à la fois comme un parti de gauche (s'inscrivant en faux face au New Labour de Tony Blair) et un parti de gouvernement susceptible d'accéder au pouvoir. Il promet par exemple d'user de son pouvoir de modulation fiscal pour octroyer davantage de moyens aux services publics affaiblis sous l'ère Thatcher.

### 2007-2014: premier parti d'Écosse
Aux élections législatives écossaises de 2007, il remporte le plus grand nombre sièges avec 47 élus, un de plus que le Parti travailliste au pouvoir durant les cinq années précédentes. Il forme alors un gouvernement minoritaire. Le SNP remporte ensuite une victoire écrasante aux élections législatives de mai 2011, avec 45 % des suffrages et une majorité absolue de 69 députés. Forts de cette victoire, ses dirigeants ont promis l'organisation d'un référendum sur l'indépendance de l'Écosse au cours de la nouvelle mandature, fixé le 18 septembre 2014.

### Depuis 2014: échec du référendum sur l'indépendance
Après la victoire du non au référendum sur l'indépendance, le parti enregistre une très forte hausse d'adhésions. En sept jours, il passe de 25 624 membres à 42 336 membres le 23 septembre 2014, puis à plus de 65 000 membres en date du 26 septembre 2014 faisant du parti le troisième parti du Royaume-Uni en nombre de membres et dépassant ainsi les Libéraux-démocrates. Un mois après le référendum, le parti avait plus de 80 000 membres. Le 30 janvier 2015, le parti annonce avoir dépassé 93 000 membres.
Lors des élections générales britanniques de 2015, le parti réalise une très forte percée en remportant 56 des 59 circonscriptions en Écosse (contre 6 en 2010) et devient de fait la troisième force politique du Royaume-Uni. D'après le journaliste Owen Jones, ce résultat « s’explique en grande partie par l’impact du thatchérisme sur la région. Les Écossais, qui ont figuré parmi les premières victimes du néolibéralisme, ont rejeté les tories avec constance dès les années 1980. Le sentiment de trahison qui a suivi l’arrivée au pouvoir du New Labour d'Anthony Blair, en 1997, a ouvert à gauche un espace politique que le SNP est parvenu à occuper — du moins sur le plan rhétorique ». Sa présidente, Nicola Sturgeon, entend ensuite utiliser cette victoire pour obtenir davantage de mesures de décentralisation vis-à-vis de l'Écosse. Après un recul relatif lors des élections générales britanniques de 2017, le Parti national écossais progresse lors des élections anticipées de 2019, organisées dans le contexte de négociation pour le Retrait du Royaume-Uni de l'Union européenne, en obtenant 48 sièges sur 59 relançant ainsi le débat sur l'organisation d'un nouveau référendum sur l'indépendance.
Le projet indépendantiste porté par le SNP ne remet pas en question le système néolibéral selon l'auteur écossais Rory Scothorne. La feuille de route présentée par le parti prévoit le maintien de la livre sterling et au moins une décennie de stricte austérité budgétaire. Les investissements étrangers seraient redirigés vers une classe de « capitalistes nationaux » censés accroître la marchandisation de la force de travail, des ressources naturelles et des services publics. D'autre part, une Écosse indépendante demanderait à rejoindre l’Union européenne et demeurerait sujette de la Couronne britannique et membre de l’OTAN.

## Idéologie

### L'affirmation d'une ligne social-démocrate et europhile
À l'origine, le SNP a été une coalition multiforme d'indépendantistes écossais de gauche et de droite. Toutefois, depuis quelques années, il a adopté des positions sociales-démocrates plus traditionnelles, que le Parti travailliste avait progressivement délaissés pendant la période des premiers ministres Blair et Brown. Il récupérera ainsi un grand nombre des électeurs travaillistes déçus par les revirements de ce parti.
De nos jours, le Parti national écossais se fait l'avocat de l'état social, défend des positions féministes, la gratuité de l'éducation, et est pro-européen.
Le SNP se démarque également par ses positions singulières sur les questions de défense, et notamment sa volonté affichée de renoncer au feu nucléaire, considéré comme inhumain par sa capacité à tuer sans discrimination. De plus le SNP critique régulièrement le poids financier de la dissuasion nucléaire, proposant, à la faveur d'une renonciation, de réinvestir les fonds libérés dans l'éducation ou le développement économique. Cette controverse, ainsi que la volonté de affichée du SNP de retirer l'Écosse de l'OTAN fut un élément de friction très important lors de la campagne référendaire : en effet, le site militaire de Faslane (lieu de stockage des sous-marins nucléaires britanniques) emploie près de 8 200 personnes en 2020. l'enjeu était donc une forte perte d'emploi en plus de poser la question de leur futur emplacement : aucun site ni en Angleterre ni au Pays de Galles n'a les atouts de l'actuel site. Le SNP a immédiatement exclu la possibilité pour le gouvernement britannique de louer l'emplacement à une possible Écosse indépendante.

### La question référendaire: doctrine du mandat ou souveraineté populaire?
Concernant ses positions indépendantistes, il est traditionnellement divisé entre gradualistes et fondamentalistes. Les premiers considèrent que l'Écosse devrait acquérir son indépendance progressivement, en accroissant la dévolution (décentralisation) des pouvoirs jusqu'à l'indépendance, tandis que les seconds défendent l'idée que le Parti national écossais devrait se concentrer sur l'acquisition de l'indépendance la plus rapide possible. Cette ligne de fracture apparaît clairement dans la question pratique de l'accession à l'indépendance. La tradition britannique est historiquement très hostile à la pratique référendaire, perçu comme un danger pour la souveraineté du Parlement. Ainsi, il n'est guère surprenant que le SNP soit en partie imprégné de cette méfiance traditionnelle et mette en avant à ses débuts et jusqu'à la naissance du Parlement d’Édimbourg, la « doctrine du mandat » : obtenir une majorité de sièges écossais à la Chambre des Communes serait un « mandat » suffisant pour le SNP pour négocier avec le gouvernement britannique l'indépendance de l'Écosse. Cette position apparaît clairement dans le tract de son programme politique de février 1974 : « Le SNP demande au peuple écossais de lui donner un mandat pour l'autodétermination. Ce mandat est constitué de la majorité de sièges parlementaires en Écosse. Les députés ainsi élus demanderont au gouvernement britannique de faire voter les lois nécessaires à la mise en place d'un Parlement écossais ayant les pleins pouvoirs sur toutes les affaires de l'Écosse. Le premier parlement d'Écosse sera constitué des 71 députés représentant les sièges écossais au Parlement de Westminster, et ses premières tâches seront de former un gouvernement provisoire et de préparer une constitution qu'il soumettra à l'approbation du peuple écossais ». Cependant, le SNP reste évasif sur la nature de cette « approbation » et ne dit pas clairement que celle-ci se fera par la voie référendaire. Il faut attendre les années 1980 pour que le SNP s'engage clairement à soumettre la constitution du futur État à une consultation référendaire.

## Organisation
Le SNP est constitué de sections locales de membres du parti. Ces dernières ont été profondément rationalisées au cours des années 1960, ce qui explique partiellement la percée électorale du SNP à cette période : originellement, il n'y avait que 20 sections (branches). À la fin de la décennie ce sont plus de 500 sections locales, chargées de collecter des fonds, qui permettent de présenter des candidats SNP dans toutes les circonscriptions. Sur cette période, le parti cherche à mieux former ses candidats par la publication de lignes directrices pour clarifier la position social-démocrate du SNP.
Ces sections forment ensuite des associations dans les circonscriptions qu'elles représentent, à moins qu'il n'y ait qu'une seule section dans une circonscription. L'Écosse est ensuite divisée en huit associations régionales dans lesquelles les associations de circonscription peuvent envoyer des délégués.
La structure politique du SNP est développée lors de la Conférence nationale annuelle et lors des réunions régulières du Conseil National. Il y a également des réunions régulières de l'Assemblée nationale.
Le parti dispose d'une organisation de jeunesse (Young Scots for Independence), d'une aile estudiantine (Federation of Students Nationalists) et d'un groupe syndical. Le mensuel indépendant The Scots Independent est également très proche du parti.

## Résultats électoraux

### Élections générales britanniques
| Année   | Voix      | %    | Mandats | Rang |
| ------- | --------- | ---- | ------- | ---- |
| 1935    | 25 652    | 1,1  | 0 / 74  | 6e   |
| 1945    | 30 595    | 1,2  | 0 / 74  | 7e   |
| 1950    | 9 708     | 0,4  | 0 / 71  | 6e   |
| 1951    | 7 299     | 0,3  | 0 / 71  | 6e   |
| 1955    | 12 112    | 0,5  | 0 / 71  | 5e   |
| 1959    | 21 738    | 0,5  | 0 / 71  | 5e   |
| 1964    | 64 044    | 2,4  | 0 / 71  | 5e   |
| 1966    | 128 474   | 5,0  | 0 / 71  | 4e   |
| 1970    | 306 802   | 11,4 | 1 / 71  | 3e   |
| 02/1974 | 633 180   | 21,9 | 7 / 71  | 3e   |
| 10/1974 | 839 617   | 30,4 | 11 / 71 | 2e   |
| 1979    | 504 259   | 17,3 | 2 / 71  | 3e   |
| 1983    | 331 975   | 11,7 | 2 / 72  | 4e   |
| 1987    | 416 473   | 14,0 | 3 / 72  | 4e   |
| 1992    | 629 564   | 21,5 | 3 / 72  | 3e   |
| 1997    | 621 550   | 22,1 | 6 / 72  | 2e   |
| 2001    | 464 314   | 20,1 | 5 / 72  | 2e   |
| 2005    | 412 267   | 17,7 | 6 / 59  | 3e   |
| 2010    | 412 855   | 19,9 | 6 / 59  | 2e   |
| 2015    | 1 454 436 | 50,0 | 56 / 59 | 1er  |
| 2017    | 977 569   | 36,9 | 35 / 59 | 1er  |
| 2019    | 1 242 380 | 45,0 | 48 / 59 | 1er  |
| 2024    | 724 758   | 30,0 | 9 / 57  | 2e   |

### Élections parlementaires écossaises
| Année | Circonscriptions | Circonscriptions | Circonscriptions | Voix régionales | Voix régionales | Voix régionales | Rang | Total des sièges | Gouvernement                                                         |
| Année | Voix             | %                | Sièges           | Voix            | %               | Sièges          | Rang | Total des sièges | Gouvernement                                                         |
| ----- | ---------------- | ---------------- | ---------------- | --------------- | --------------- | --------------- | ---- | ---------------- | -------------------------------------------------------------------- |
| 1999  | 672 757          | 28,7             | 7 / 73           | 638 644         | 27,3            | 28 / 56         | 2e   | 35 / 129         | Opposition                                                           |
| 2003  | 449 476          | 23,8             | 9 / 73           | 399 659         | 20,9            | 18 / 56         | 2e   | 27 / 129         | Opposition                                                           |
| 2007  | 664 227          | 32,9             | 21 / 73          | 633 401         | 31,0            | 26 / 56         | 1er  | 47 / 129         | Salmond I                                                            |
| 2011  | 902 915          | 45,4             | 53 / 73          | 876 421         | 44,0            | 16 / 56         | 1er  | 69 / 129         | Salmond II (2011-2014) et Sturgeon I (2014-2016)                     |
| 2016  | 1 059 897        | 46,5             | 59 / 73          | 953 587         | 41,7            | 4 / 56          | 1er  | 63 / 129         | Sturgeon II                                                          |
| 2021  | 1 291 204        | 47,7             | 62 / 73          | 1 094 374       | 40,3            | 2 / 56          | 1er  | 64 / 129         | Sturgeon III (2021-2023) Yousaf (2023-2024) et Swinney (depuis 2024) |

### Élections européennes
| Année | %    | Mandats | Rang | Groupe    |
| ----- | ---- | ------- | ---- | --------- |
| 1979  | 19,4 | 1 / 8   |      | DEP       |
| 1984  | 17,8 | 1 / 8   | 3e   | RDE       |
| 1989  | 25,6 | 1 / 8   | 2e   | ARC       |
| 1994  | 32,6 | 2 / 8   | 2e   | ARE       |
| 1999  | 27,2 | 2 / 8   | 2e   | Verts/ALE |
| 2004  | 19,7 | 2 / 7   | 2e   | Verts/ALE |
| 2009  | 29,1 | 2 / 6   | 1er  | Verts/ALE |
| 2014  | 29,0 | 2 / 6   | 1er  | Verts/ALE |
| 2019  | 37,8 | 3 / 6   | 1er  | Verts/ALE |

## Dirigeants
- Alexander MacEwan (en) (1934-1936)
- Andrew Dewar Gibb (1936-1940)
- William Power (1940-1942)
- Douglas Young (1942-1945)
- Bruce Watson (1945-1947)
- Robert McIntyre (1947-1956)
- Jimmy Halliday (1956-1960)
- Arthur Donaldson (1960-1969)
- William Wolfe (1969-1979)
- Gordon Wilson (1979-1990)
- Alex Salmond (1990-2000)
- John Swinney (2000-2004)
- Alex Salmond (2004-2014)
- Nicola Sturgeon (2014-2023)
- Humza Yousaf (2023-2024)
- John Swinney (2024-)

## Parlementaires

### Membres duParlement du Royaume-Uni
| Membres du Parlement | Mandats                    | Circonscription                             |
| -------------------- | -------------------------- | ------------------------------------------- |
| Pete Wishart         | depuis le 7 juin 2001      | Perth and North Perthshire                  |
| Stewart Hosie        | depuis le 5 mai 2005       | Dundee East                                 |
| Angus MacNeil        | depuis le 5 mai 2005       | Na h-Eileanan an Iar                        |
| Hannah Bardell       | depuis le 7 mai 2015       | Livingston                                  |
| Mhairi Black         | depuis le 7 mai 2015       | Paisley and Renfrewshire South              |
| Ian Blackford        | depuis le 7 mai 2015       | Ross, Skye and Lochaber                     |
| Kirsty Blackman      | depuis le 7 mai 2015       | Aberdeen North                              |
| Deidre Brock         | depuis le 7 mai 2015       | Edinburgh North and Leith                   |
| Alan Brown           | depuis le 7 mai 2015       | Kilmarnock and Loudoun                      |
| Amy Callaghan        | depuis le 12 décembre 2019 | East Dunbartonshire                         |
| Douglas Chapman      | depuis le 7 mai 2015       | Dunfermline and West Fife                   |
| Lisa Cameron         | depuis le 7 mai 2015       | East Kilbride, Strathaven and Lesmahagow    |
| Joanna Cherry        | depuis le 7 mai 2015       | Edinburgh South West                        |
| Ronnie Cowan         | depuis le 7 mai 2015       | Inverclyde                                  |
| Angela Crawley       | depuis le 7 mai 2015       | Lanark and Hamilton East                    |
| Martyn Day           | depuis le 7 mai 2015       | Linlithgow and East Falkirk                 |
| Martin Docherty      | depuis le 7 mai 2015       | West Dunbartonshire                         |
| Marion Fellows       | depuis le 7 mai 2015       | Motherwell and Wishaw                       |
| Stephen Gethins      | depuis le 7 mai 2015       | North East Fife                             |
| Patricia Gibson      | depuis le 7 mai 2015       | North Ayrshire and Arran                    |
| Patrick Grady        | depuis le 7 mai 2015       | Glasgow North                               |
| Peter Grant          | depuis le 7 mai 2015       | Glenrothes                                  |
| Neil Gray            | depuis le 7 mai 2015       | Airdrie and Shotts                          |
| Drew Hendry          | depuis le 7 mai 2015       | Inverness, Nairn, Badenoch and Strathspey   |
| Chris Law            | depuis le 7 mai 2015       | Dundee West                                 |
| Stewart McDonald     | depuis le 7 mai 2015       | Glasgow South                               |
| Stuart McDonald      | depuis le 7 mai 2015       | Cumbernauld, Kilsyth and Kirkintilloch East |
| David Linden         | depuis le 9 mai 2017       | Glasgow East                                |
| John McNally         | depuis le 7 mai 2015       | Falkirk                                     |
| Carol Monaghan       | depuis le 7 mai 2015       | Glasgow North West                          |
| Gavin Newlands       | depuis le 7 mai 2015       | Paisley and Renfrewshire North              |
| Brendan O'Hara       | depuis le 7 mai 2015       | Argyll and Bute                             |
| Kirsten Oswald       | depuis le 12 décembre 2019 | East Renfrewshire                           |
| Tommy Sheppard       | depuis le 7 mai 2015       | Edinburgh East                              |
| Chris Stephens       | depuis le 7 mai 2015       | Glasgow South West                          |
| Alison Thewliss      | depuis le 7 mai 2015       | Glasgow Central                             |
| Owen Thompson        | depuis le 12 décembre 2019 | Midlothian                                  |
| Philippa Whitford    | depuis le 7 mai 2015       | Central Ayrshire                            |

### Membres duParlement écossais
| Membres du Parlement écossais | Mandats                | Circonscription                     |
| ----------------------------- | ---------------------- | ----------------------------------- |
| Angela Constance              | depuis le 3 mai 2007   | Almond Valley                       |
| Roseanna Cunningham           | depuis le 6 mai 1999   | Perthshire South and Kinross-shire  |
| James Dornan                  | depuis le 5 mai 2011   | Glasgow Cathcart                    |
| Annabelle Ewing               | depuis le 6 mai 2016   | Cowdenbeath                         |
| Joe FitzPatrick               | depuis le 3 mai 2007   | Dundee City Ouest                   |
| Kate Forbes                   | depuis le 6 mai 2016   | Skye, Lochaber and Kinross          |
| Jeane Freeman                 | depuis le 6 mai 2016   | Carrick, Cumnock and Doon Valley    |
| Jenny Gilruth                 | depuis le 5 mai 2016   | Mid Fife and Glenrothes             |
| Mairi Gougeon                 | depuis le 5 mai 2016   | Angus North and Mearns              |
| Emma Harper                   | depuis le 5 mai 2016   | South Scotland                      |
| Clare Haughey                 | depuis le 6 mai 2016   | Rutherglen                          |
| Fiona Hyslop                  | depuis le 5 mai 2016   | Linlithgow                          |
| Derek Mackay                  | depuis le 5 mai 2011   | Renfrewshire North and West         |
| Joan McAlpine                 | depuis le 5 mai 2011   | South Scotland                      |
| Christina McKelvie            | depuis le 5 mai 2011   | Hamilton, Larkhall and Stonehouse   |
| Stuart McMillan               | depuis le 3 mai 2007   | Greenock and Inverclyde             |
| Gil Paterson                  | depuis le 5 mai 2011   | Clydebank and Milngavie             |
| Shona Robison                 | depuis le 1er mai 2003 | Dundee City Est                     |
| Gail Ross                     | depuis le 5 mai 2016   | Caithness, Sutherland and Ross      |
| Michael Russell               | depuis le 5 mai 2011   | Argyll and Bute                     |
| Nicola Sturgeon               | depuis le 3 mai 2007   | Glasgow Southside                   |
| John Swinney                  | depuis le 6 mai 1999   | Perthshire North                    |
| Maree Todd                    | depuis le 6 mai 2016   | Highlands and Islands               |
| Maureen Watt                  | depuis le 6 mai 2011   | Aberdeen South and North Kincardine |
| Paul Wheelhouse               | depuis le 6 mai 2011   | South Scotland                      |
| Humza Yousaf                  | depuis le 6 mai 2011   | Glasgow Pollok                      |

## Soutien notable
Depuis les années 1990, le parti était soutenu par Sean Connery. L'acteur écossais expliquait ainsi : « L'Écosse doit redevenir une nation indépendante non parce qu'elle est différente, mais juste parce qu'elle est semblable à n'importe quel autre petit pays riche d'Europe ».